# ديريك غليسون
ديريك غليسون (بالإنجليزية: Derek Gleeson)‏ هو موزع وملحن أمريكي، ولد في 28 فبراير 1964.

## وصلات خارجية
- الموقع الرسمي
- ديريك غليسون على موقع IMDb (الإنجليزية)
- ديريك غليسون على موقع ميوزك برينز (الإنجليزية)
- ديريك غليسون على موقع قاعدة بيانات الفيلم (الإنجليزية)